# Lysa Ansaldi
Pour les articles homonymes, voir Ansaldi (homonymie).
Lysa Ansaldi est une chanteuse et une comédienne française, née le 16 janvier 1976 à Paris. Elle incarne Madame de Montespan, dans la comédie musicale Le Roi Soleil, entre 2004 et 2007.

## Biographie
Lysa Ansaldi, depuis son enfance, baigne dans un univers artistique. Dès l’âge de huit ans, elle commence à prendre des cours de danse, puis à onze ans, elle monte sur scène pour la première fois dans la comédie musicale Le Magicien d'Oz, où elle incarne le personnage de Dorothée.
Elle choisit de rester dans l'univers artistique, espérant pouvoir devenir chanteuse. Lysa Ansaldi prend différents cours : de chant, de comédie, de danse… Tout au long de ses années de lycée, elle joue dans différentes créations, telles des comédies musicales ou encore des pièces de théâtre, intégrant diverses troupes. À la fin de ses études, elle commence à démarcher de nombreuses maisons de disques. Elle anime des soirées privés et chante dans des pianos-bars. Elle tourne dans des clips ou des courts métrages et enregistre même quelques chansons comme Elle ou À ma place mais le disque n'est pas commercialisé.

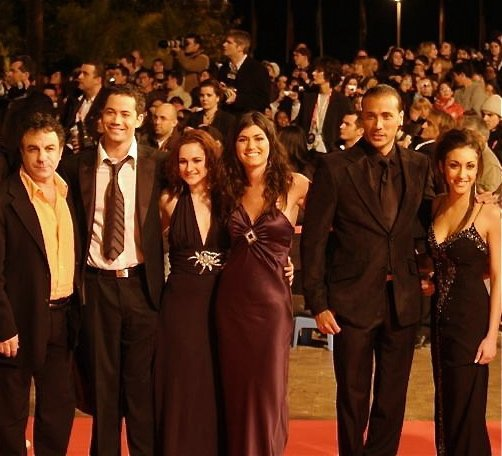
La troupe de la comédie musicale, NRJ Music Awards 2006

Plus tard, Lysa Ansaldi reste proche du monde du spectacle puisqu'elle prête sa voix pour doubler des personnages de séries ou de dessins animés, en poussant parfois la chansonnette. Mais devant les difficultés qu'elle rencontre alors dans ce métier, elle décide de tout arrêter et de partir vivre à Miami aux États-Unis, près de sa famille.
Juste avant son départ, son agent envoie une de ses cassettes à Dove Attia, producteur de comédie musicale, qui décide aussitôt de lui proposer le rôle de Madame de Montespan, dans la comédie musicale Le Roi Soleil, produite par Dove Attia et Albert Cohen avec une mise en scène de Kamel Ouali. Lysa Ansaldi décide d'accepter cette nouvelle occasion de chanter sur scène et de rester finalement à Paris. Elle se produit chaque soir sur la scène du Palais des sports de Paris à partir du 22 septembre 2005. La comédie musicale part en tournée à partir de la fin janvier 2006, avec au total plus de 400 représentations en France, en Belgique et en Suisse. Le spectacle remporte deux NRJ Music Awards en 2006 et en 2007 en tant que Groupe/Troupe/Duo francophone de l'année. Le Roi Soleil prend fin à Bercy à l'occasion des cinq dernières représentations dont la dernière a lieu le 8 juillet 2007.
Elle participe au concert caritatif pour le gala de Fight Aids Monaco en septembre 2007 afin de récolter des fonds et Lysa Ansaldi est une des personnalités de l’évènement dessiner un arbre à l'initiative de Nicolas Hulot et de son Défi pour la Terre. Elle décide ensuite de se consacrer à la comédie.

## Doublage
- 1996 : Kenan et Kel : Brianna (Jill Burgess) (saison 1, épisodes 3 et 6)